# Grand Bec
Grand Bec – szczyt w Alpach Graickich, części Alp Zachodnich. Leży we wschodniej Francji w regionie Owernia-Rodan-Alpy. Należy do masywu Vanoise. Szczyt można zdobyć ze schroniska Refuge du Grand Bec (2405 m) lub Refuge du Plan des Gouilles (2352 m). Należy do Parku Narodowego Vanoise.